# Штубер, Жорж
Жорж Штубер ( Georges Stuber; 11 мая 1925, Цуг — 16 апреля 2006, там же) — швейцарский футбольный вратарь, выступал за команды «Люцерн», «Лозанна» и «Серветт». 
В составе сборной Швейцарии сыграл 14 матчей. Участник двух чемпионатов мира — 1950 и 1954 годов.

## Карьера
Жорж Штубер начинал футбольную карьеру в клубе «Люцерн», а с 1948 года выступал за команду «Лозанна». В сезоне 1949/50 он выиграл с командой кубок страны, а через год национальный чемпионат. Позже выступал за «Серветт», с которым в 1959 году дошёл до финала кубка страны, проиграв «Гренхену» со счётом 1:0.
В составе сборной Швейцарии Жорж дебютировал 2 октября 1949 года в товарищеском матче против Бельгии, пропустив три гола. Игра завершилась со счётом 3:0 в пользу бельгийцев. В июне 1950 года Штубер отправился со сборной на чемпионат мира в Бразилию. На турнире он сыграл в двух матчах группы — против Югославии и Бразилии, но его команда заняла только третье место и не смогла выйти в финальную часть чемпионата. 
Через четыре года на домашнем чемпионате мира Жорж был резервным игроком, поэтому не сыграл ни одного матча. Швейцария дошла до четвертьфинала турнира, в котором уступила сборной Австрии со счётом 7:5. За шесть лет в сборной он сыграл 14 матчей, пропустил 34 гола.

## Достижения
«Лозанна»
- Чемпион Швейцарии: 1950/51
- Обладатель Кубка Швейцарии: 1949/50

«Серветт»
- Финалист Кубка Швейцарии: 1958/59